# Rivière Macaza
Pour les articles homonymes, voir Macaza.
La rivière Macaza est un cours d'eau coulant dans le territoire non organisé de la Baie-des-Chaloupes, de la municipalité de La Macaza et de la municipalité de Labelle. Ces trois territoires municipaux font partie de la municipalité régionale de comté (MRC) de Antoine-Labelle, dans la région administrative des Laurentides, au Québec, au Canada.
Un peu en amont du lac des Sucreries, la route forestière 41 longe du sud au nord le côté est de la rivière Macaza. L'accueil de la Réserve faunique Rouge-Matawin est située sur la rive ouest du lac Macaza.

## Géographie
La rivière Macaza coule dans la Réserve faunique Rouge-Matawin jusqu'au lac Sapin, plus ou moins en parallèle à la limite nord-ouest du Parc national du Mont-Tremblant. Les principaux bassins versants voisins de la rivière Macaza sont :
- à l'ouest : la rivière Rouge (Laurentides) ;
- à l'est : la rivière Matawin (zone nord) et la rivière du Diable (zone sud).

La rivière Macaza tire sa source du lac Cinq Doigts (altitude : 458 m) dans la réserve faunique Rouge-Matawin. Ce lac difforme comporte plusieurs baies : Saget (au nord), Noire (au nord), Bleue (centre), Claire (à l'ouest), des Chaloupes (au sud) et de la Dame (au sud). Cette dernière baie est une zone de marais. Un barrage de retenue a été érigé au sud du lac. Les principaux affluents du lac Cinq Doigts sont : la décharge du lac Vallet (au nord) (altitude : 466 m), la décharge du lac Prunier (altitude : 484 m) et la décharge du lac Toba (altitude : 464 m).
Ce lac est situé à 3,9 km au sud du lac Froid (altitude : 488 m) lequel constitue la tête de la rivière Froide, un affluent de la rive ouest de la rivière Macaza ; et à 1,8 km au nord-ouest du lac Jamet (altitude : 452 m) lequel constitue la tête de la rivière Jamet (altitude : 452 m), un affluent de la rive est de la rivière Macaza. La rive est du lac Jamet constitue la limite entre le Parc national du Mont-Tremblant et la Réserve faunique Rouge-Matawin.
La rivière Macaza descend vers le sud-ouest sur 38,9 kilomètres. La rivière Macaza traverse successivement : le lac des Sucreries (Baie-des-Chaloupes) et le lac Macaza.
Parcours de la rivière en aval du lac Cinq doigts (segment de 15,4 km)
À partir du barrage de retenue de la Baie de la Dame, à l'embouchure du lac Cinq Doigts, le courant descend sur :
- 0,7 km vers le sud-ouest jusqu'à la décharge du lac Monique (altitude : 496 m) venant du sud-est ;
- 2,0 km vers le sud-ouest jusqu'à la décharge du lac du Granite (altitude : 380 m) venant du nord ;
- 3,0 km vers le sud-ouest jusqu'à un ruisseau (altitude : 433 m) venant du nord-est drainant une zone de marais comportant 9 petits lacs ;
- 1,7 km vers le sud-ouest jusqu'à la décharge du lac Droit (altitude : 403 m) venant de l'est ;
- 2,7 km vers le sud jusqu'à la décharge du lac d'Armes (altitude : 419 m) et de 3 petits lacs sans nom, venant des montagnes de l'est ;
- 3,3 km vers le sud en traversant une zone de marais, jusqu'à la rive nord du lac des Sucreries (altitude : 294 m) ;
- 2,0 km vers le sud en traversant sur sa pleine longueur le lac des Sucreries jusqu'au pont de la route forestière situé au sud du lac. Sur la rive est, juste en amont du pont, la rivière Jamet se décharge dans le lac des Sucreries. Cette dernière rivière draine notamment les lacs : Valade (altitude : 343 m), Petit lac Valade, Écuyer (altitude : 374 m), Raemer, Petit lac Raemer, Tostat (altitude : 386 m), Varages, Clarens, Salaise, Jamet (altitude : 452 m), Albert, Allongé et Laclède ;

Parcours de la rivière en aval du lac des Sucreries (segment de 5,4 km)
À partir de l'embouchure du lac des Sucreries (altitude : 294 m), la rivière coule sur :
- 0,8 km vers le sud et le sud-ouest en traversant une zone de marais jusqu'au barrage de retenue ;
- 2,3 km vers le sud-ouest jusqu'à la rive nord du lac Sapin, en traversant une zone de marais sur 0,5 km au sud de ce segment ;
- 1,3 km vers le sud-ouest en traversant le lac Sapin (altitude : 268 m ; longueur : 2,2 km dans le sens nord-sud dont 400 m pour une baie au nord qui constitue une zone de marais) jusqu'à l'embouchure située sur la rive-ouest au milieu du plan d'eau. Ce baie reçoit du côté est la décharge du lac du Castor.

Parcours de la rivière Macaza en aval du lac Sapin (segment de 14,5 km)
À partir de la décharge du lac Sapin, la rivière Macaza coule en région forestière sur :
- 1,2 km vers l'est en traversant plusieurs chutes, jusqu'à la décharge venant du nord des lacs Réville, Cruet et Sénas ;
- 2,6 km vers le sud jusqu'à la décharge du lac à Joe (altitude : 297 m) venant de l'ouest ;
- 1,4 km vers le sud jusqu'à la décharge du lac Filion (altitude : 241 m) venant du nord est ;
- 2,2 km vers le sud-ouest jusqu'à l'embouchure du lac sans nom (long de 0,4 km ; altitude : 236 m) que traverse la rivière du nord au sud ;
- 3,0 km (ou 1,6 km en ligne directe) vers le sud-ouest formant de nombreux serpentins jusqu'à la rive nord-est du lac Macaza ;
- 4,1 km vers le sud-ouest en traversant le lac Macaza (long de 4,5 km ; altitude : 231 m) formant un crochet vers le nord-ouest, jusqu'à l'embouchure situé au sud-ouest du lac. Ce plan d'eau comporte la baie Jaune (laquelle reçoit la décharge du lac à Verron venant du sud) située au sud du lac et la baie Claire (longue de 1,5 km) située au sud-est ;

Parcours de la rivière en aval du lac Macaza (segment de 3,6 km)
À partir de l'embouchure du lac Macaza, la rivière Macaza coule sur :
- 1,1 km vers le sud-ouest jusqu'au ruisseau Froid venant du nord-ouest, lequel draine les eaux du lac Froid (longueur : 3,8 km) et du Petit lac Froid (longueur : 1,5 km) ;
- 0,2 km vers le sud-ouest jusqu'au ruisseau Chaud venant du nord-ouest, lequel draine notamment les eaux du lac Chaud (long de 7,0 km ; altitude : 239 m), du lac Lynch (altitude : 271 m) et du lac L'Ascension (altitude : 309 m) lequel constitue une zone de marais ;
- 2,3 km vers le sud jusqu'à l'embouchure de la rivière Macaza qui se déverse dans la rivière Rouge (Laurentides) (altitude : 218 m) à 0,5 km au nord du hameau Macaza, à 4,3 km au nord-ouest du centre du village de Labelle (Québec) et à 7,5 km à l'est du centre du village de L'Annonciation.

## Toponymie
Le toponyme rivière Macaza était déjà en usage lors de la proclamation du canton de Marchand en 1892. Il figure en 1920 sur une carte de ce canton. En 1925, le Dictionnaire des rivières et lacs de la province de Québec fait plutôt référence à l'appellation Rivière aux Trois Branches pour désigner ce plan d'eau. Les principaux affluents de la rivière Macaza sont les ruisseaux Chaud et Froid ; ils se déversent près de l'embouchure de la rivière Macaza.
Le toponyme rivière Macaza a été officialisé le 5 décembre 1968 à la Banque des noms de lieux de la Commission de toponymie du Québec.